# Rivière du Rempart
Cet article concerne le district. Pour la localité, voir Rivière du Rempart (Maurice). Pour le fleuve, voir Rivière des Remparts.
Rivière du Rempart est un district de l'île Maurice, situé dans le nord-est de l'île, nommé d'après la localité Rivière du Rempart et le petit fleuve du même nom. Son chef-lieu administratif est Mapou.
Sur la côte, on trouve quelques gros villages comme Roches Noires, Cap Malheureux, Grand Gaube, Grand Baie ou Goodlands en partie. Le district comprend aussi des sites touristiques tels que Plaine des Papayes.

Cap Malheureux.

Une partie du village Amitié en fait partie. 